# Yamamuro Gumpei

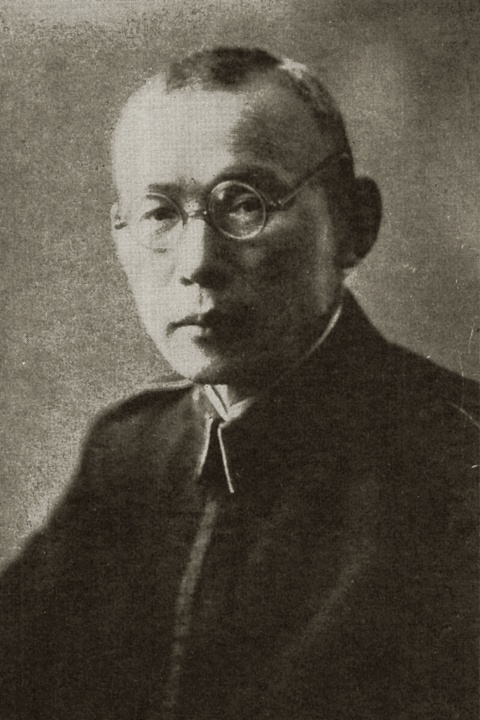
Yamamuro Gumpei

Yamamuro Gumpei [bzw. Gunpei; u. „Gunpei Yamamuro“ in westlicher Ordnung] (japanisch 山室 軍平; geboren 1. September 1872 in Tetta (哲多町), Landkreis Atetsu (阿哲郡), (Präfektur Okayama); gestorben 20. August 1940) gründete und führte den japanischen Zweig der Heilsarmee. Seine älteste Tochter Yamamuro Tamiko wurde die erste Schulinspektorin des Kultusministeriums (Mombu-shō).

## Leben und Werk
Yamamuro Gumpei wurde als Sohn eines armen Bauern geboren und im Alter von neun Jahren von seinem Onkel adoptiert. Im Alter von 15 Jahren verließ er sein Zuhause und zog nach Tokio, wo er in einer Druckerei arbeitete. Er wurde 1887 Christ, studierte an der Dōshisha-Englischschule (同志社英学校, Dōshisha Ei-gakkō), der Vorläufereinrichtung der heutigen Dōshisha-Universität, die er allerdings ohne Abschluss verließ.
Als Edward Wright (* 1863) von der englischen Heilsarmee 1895 nach Japan kam, half Yamamuro mit, den japanischen Zweig zu gründen. Im folgenden Jahr wurde er zum ersten japanischen Offizier der Heilsarmee ernannt, später brachte er es bis zum Kommandeur. Mit seiner Frau Kieko (1874–1916) kämpfte er für die Abschaffung der öffentlichen Prostitution. Zugleich entwickelte er ein Programm zur sozialen Wohlfahrt. Er arbeitete zeit seines Lebens für die Bekehrung der Arbeiterklasse und der Armen zum Christentum.
Sein bekanntestes Werk unter seinen Schriften ist „Heimini no fukuin“ (平民の福音) – „Die frohe Botschaft für das Volk“ aus dem Jahr 1899. Seine Schriften (山室軍平選集) wurden in zehn Bänden und einem Ergänzungsband herausgegeben.
Yamamuros Grab befindet sich auf dem Friedhof Tama in der Präfektur Tokio.